# Ботогол
Ботогол (рос. Ботогол) — селище Окинського району, Бурятії Росії. Входить до складу Сільського поселення Сойотського.
Населення — 10 осіб (2015 рік).